# Drymarchon corais
Espèce
Synonymes
- Coluber corais Boie, 1827
- Geoptyas collaris Steindachner, 1867
- Geoptyas flaviventris Steindachner, 1867
- Morenoa orizabensis Dugès, 1905
- Phrynonax angulifer Werner, 1923
- Drymarchon corais cleofae Brock, 1942

Drymarchon corais est une espèce de serpents de la famille des Colubridae.

## Répartition
Cette espèce se rencontre :
- dans le nord de l'Argentine, dans les provinces du Chaco et de Formosa ;
- au Belize ;
- en Bolivie ;
- au Brésil, dans les États d'Amapá, de Rondônia, de Roraima et de Goiás ;
- en Colombie ;
- dans le nord-ouest du Costa Rica ;
- en Équateur ;
- au Guatemala ;
- en Guyane ;
- au Honduras ;
- au Mexique, dans les États d'Aguascalientes, de Tamaulipas et du Yucatán ;
- au Nicaragua ;
- au Panama ;
- au Paraguay ;
- au Pérou ;
- au Salvador ;
- à Trinité-et-Tobago ;
- au Venezuela.

## Description

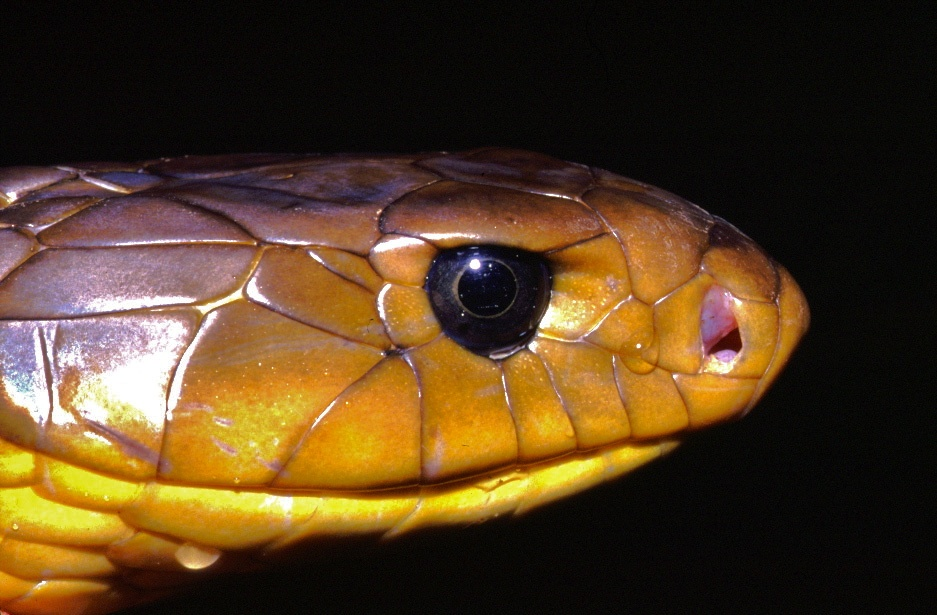
Détail de la tête de Drymarchon corais (Guyane, France)

Drymarchon corais peut mesurer jusqu'à 280 cm. Son dos est noir-violacé et présente des reflets iridescents en pleine lumière.
Il s'agit d'un serpent diurne non venimeux réputé être résistant au venin d'autres serpents ; toutefois sa morsure peut provoquer des hémorragies.
Son régime alimentaire se compose d'oiseaux, de petits mammifères, de tortues, d'amphibiens, de lézards et, parfois, d’œufs, de petits serpents. Il étouffe ses proies en les plaquant fortement contre le sol.

## Liste des sous-espèces
Selon The Reptile Database (12 mai 2014) :
- Drymarchon corais corais (Boie, 1827)
- Drymarchon corais orizabensis (Dugès, 1905)
- Drymarchon corais rubidus Smith, 1941 - Mexique
- Drymarchon corais unicolor Smith, 1941 - le long du Pacifique, du Mexique au Costa Rica

## Publications originales
- Boie, 1827 : Bemerkungen über Merrem's Versuch eines Systems der Amphibien, 1. Lieferung: Ophidier. Isis von Oken, Jena, vol. 20, p. 508-566 (texte intégral).
- Dugès, 1905 : Description d’un ophidien nouveau du Mexique (Morenoa orizabensis, g. et sp. nn.). Proceedings of the Zoological Society of London, vol. 1905, no 2, p. 517-518 (texte intégral).
- Smith, 1941 : A review of the subspecies of the indigo snake (Drymarchon corais). Journal of the Washington Academy of Science, vol. 31, p. 466-481.